# Erzherzogshut

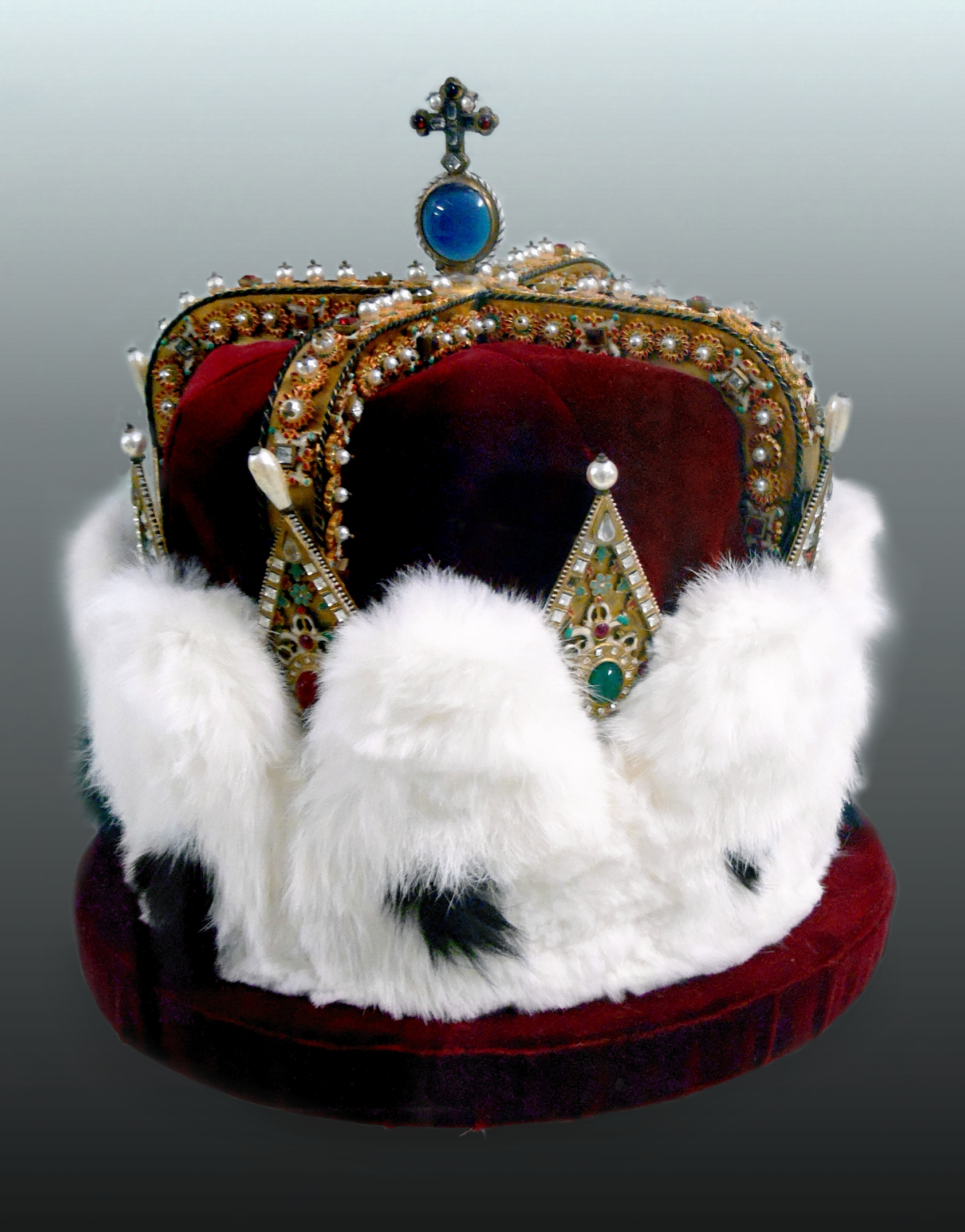
Replik des österreichischen Erzherzogshuts, ausgestellt in den Oberösterreichischen Landesmuseen in Linz

Als Erzherzogshut werden die Landeskronen mehrerer Habsburgischer Erblande, vor allem des Erzherzogtums Österreich bezeichnet.

## Geschichte

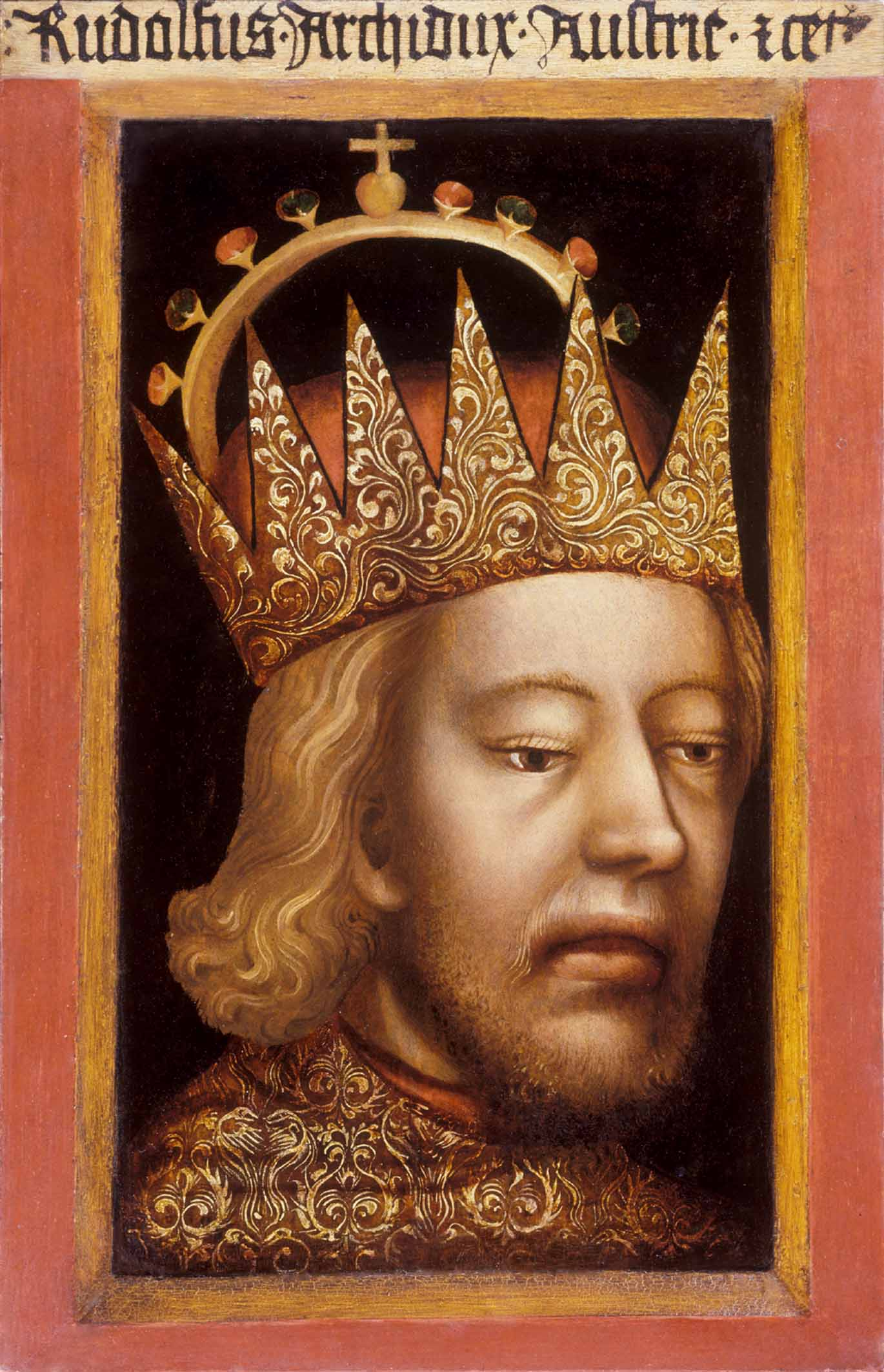
Porträt Rudolfs IV., 1360/65, Dom Museum Wien

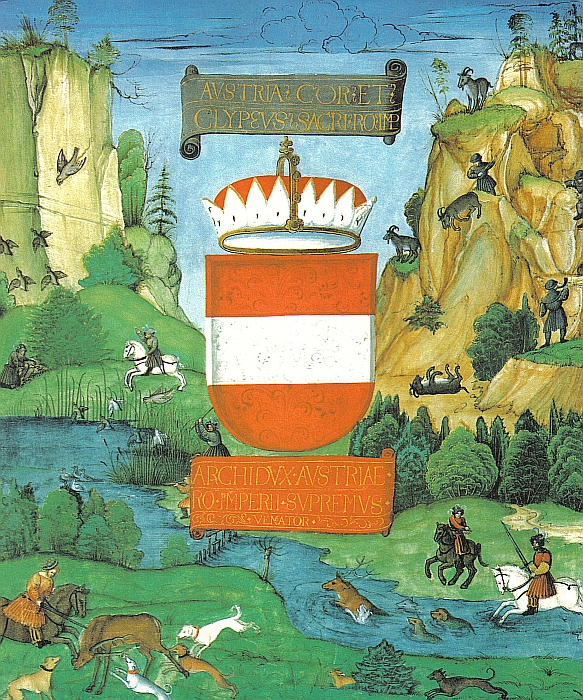
Titelseite eines 1512 angefertigten Exemplars des Privilegium maius mit Bindenschild und Erzherzogshut

Auf einem Porträt Rudolfs IV. von 1360/65 ist der Herzog von Österreich und selbsternannte Erzherzog mit einer „Erzherzogskrone“ zu sehen. Doch ist die Existenz einer solchen frühen Krone in der Forschung umstritten, auch wenn das Recht eine solche zu tragen den Habsburgern im (schon von Francesco Petrarca als Fälschung entlarvten) Privilegium Maius zugestanden wurde.
Den ersten tatsächlich historisch nachgewiesenen, heute jedoch nicht mehr existierenden Erzherzogshut ließ Ernst der Eiserne anfertigen, der den Titel führte, obwohl er vom Kaiser des Heiligen Römischen Reichs damals weder verliehen noch zur Kenntnis genommen worden war. (Die offizielle Bestätigung des Titels fand erst 1453 unter Kaiser Friedrich III. statt, als sich die Habsburger bereits die Kaiserwürde gesichert hatten.)
Ein weiterer, heute ebenfalls nicht mehr vorhandener Erzherzogshut wurde anlässlich des Todes von Erzherzog Ferdinand II. im Jahr 1595 geschaffen, der Tirol und Vorderösterreich regiert hatte. (In seinem Herrschaftsgebiet war er Graf von Tirol usw., den Erzherzogstitel trug er als habsburgischer Prinz von Geburt an.)
Die letzten zwei Erzherzogshüte wurden 1616 für Maximilian III., den Regenten von Tirol und Vorderösterreich, hergestellt. Beide sind erhalten.

### Österreichischer Erzherzogshut
Den Österreichischen Erzherzogshut übergab Erzherzog Maximilian III. 1616 dem Augustiner-Chorherrenstift Klosterneuburg in Niederösterreich als Landeskrone des Erzherzogtums Österreichs und als „Symbol der Einheit der österreichischen Erblande“. Die Insigne wird seither dort aufbewahrt. Der Künstler und Ort der Herstellung des Hutes sind unbekannt.
Der Hut besteht aus einer Zackenkrone mit überkreuzenden Bügeln. Hermelin- und roter Samt sind um die Krone gespannt. Die Bügel sind mit Rubinen, Smaragden und Perlen besetzt. Ein in Gold eingefasster großer blauer Saphir krönt die beiden Bügel in der Mitte, darauf befindet sich ein kleines, goldenes Kreuz. Einige der Edelsteine weisen den mittelalterlichen Mugelschliff auf. Offenbar versuchte man durch die Verwendung mittelalterlicher Kleinodien das Alter der Erzherzogswürde zu unterstreichen. Die Zackenkrone mit dem roten Hut und Hermelin greift indes die Form der Kurfürstenhüte auf, wodurch der hohe Anspruch der österreichischen Erzherzöge unterstrichen wurde.
In der Stiftungsurkunde wird ausdrücklich verlangt, dass der österreichische Erzherzogshut im Stift Klosterneuburg beim Grab des Hl. Leopold aufbewahrt werden muss. Unter Androhung des Kirchenbanns durfte die Krone nur zu besonderen Anlässen, wie der Erbhuldigung der Stände, aus dem Kloster gebracht werden und dies auch nur für maximal 30 Tage. Durch die Aufbewahrung der Krone in der Nähe des Hl. Leopold sollte, ähnlich wie bei der heiligen Stephanskrone von Ungarn und der Wenzelskrone von Böhmen, die Bedeutung der heiligen „Leopoldskrone“ von Österreich als absolutes Herrschaftszeichen unterstrichen werden.
Ab 1620 wurde der Erzherzogshut zur Zeremonie der Erbhuldigung jedes neuen Landesfürsten nach Wien gebracht, zuletzt 1835 für Kaiser Ferdinand I. von Österreich.
Seit 2011 im Stift Klosterneuburg eine neue Schatzkammer errichtet wurde, wird die Heilige Krone Österreichs, wie der österreichische Erzherzogshut auch bezeichnet wurde, in einer Vitrine der Öffentlichkeit präsentiert. Dort befindet sich auch eine Kopie des Huts, die die Schädelreliquie des Heiligen Leopold krönt. Eine weitere Kopie liegt in den Oberösterreichischen Landesmuseen in Linz.

### Tiroler Erzherzogshut

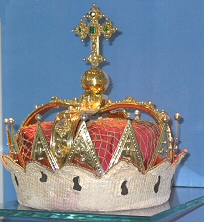
Tiroler Erzherzogshut, 1616, Mariastein

Den Tiroler Erzherzogshut stiftete Maximilian III. für die Burg Mariastein nahe Kufstein in Tirol, die im 18. Jahrhundert zum Wallfahrtsort wurde. Er ist Teil der Tiroler Landesinsignien. Die Benennung dieser Landeskrone bedeutet nicht, dass Tirol Erzherzogtum gewesen wäre (es war eine gefürstete Grafschaft), sondern dass der Herrscher von Tirol als habsburgischer Prinz von Geburt an den Titel Erzherzog von Österreich trug. Der eigene Erzherzogshut zeigt die zeitweise emanzipierte Sonderstellung als Landesfürst und die Dreiteilung der Erbländer in Niederösterreich, Innerösterreich und Oberösterreich (Tirol mit Vorderösterreich).
Die ursprüngliche Hermelinumfassung ging mit der Zeit verloren und wurde durch weiße Seide mit aufgemalten Hermelinschwanzspitzen ersetzt.

### Erzherzogshut Josephs II.

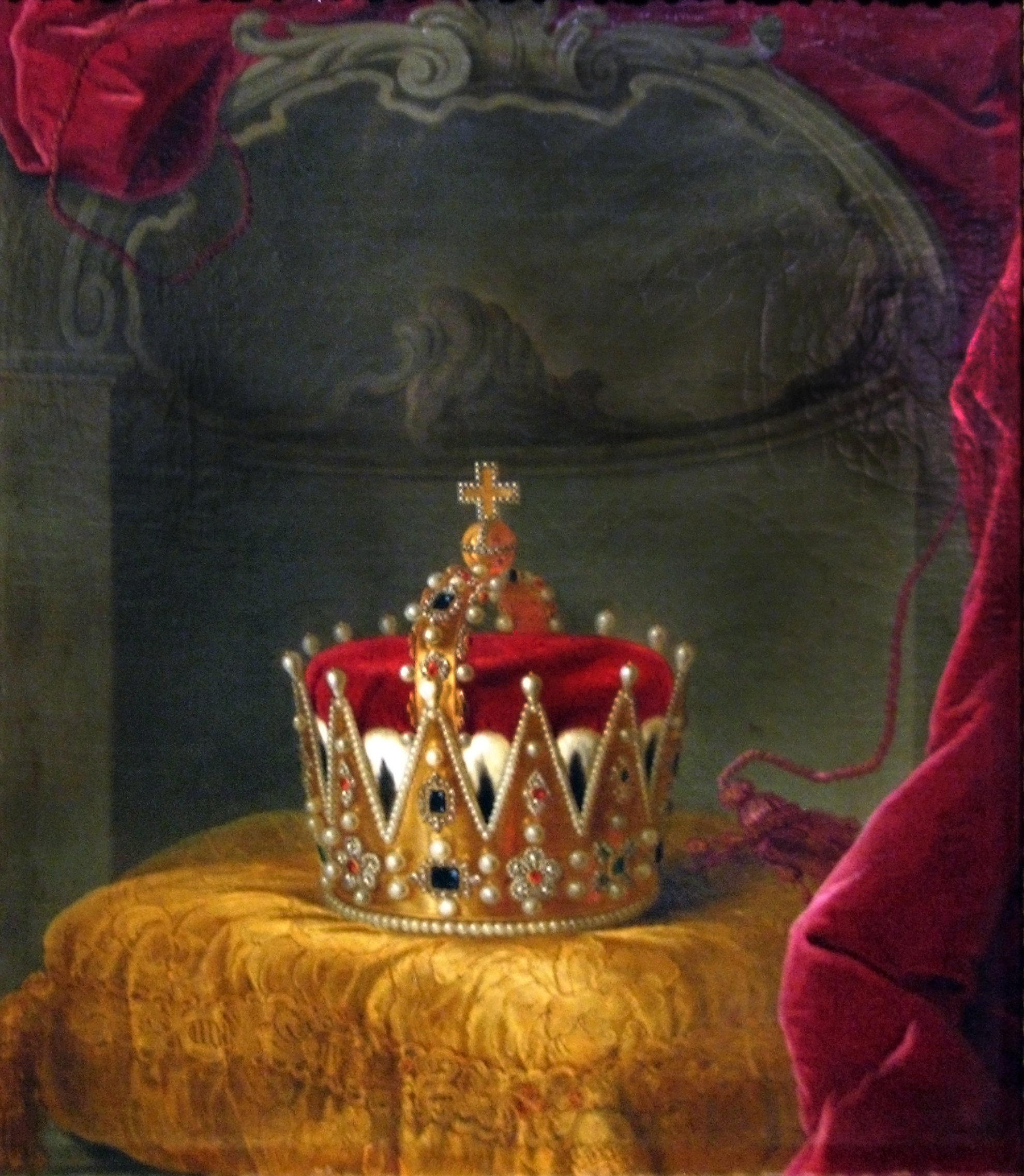
Gemälde des Erzherzogshuts Josephs II. von 1764 in der Schatzkammer der Wiener Hofburg

Neben diesen Erzherzogshüten gibt es noch einen weiteren, der 1764 für die Krönung Josephs II. zum römisch-deutschen König in Frankfurt angefertigt wurde, um dort die angestammte Herrscherwürde Josephs zu unterstreichen. Da es aber nicht möglich war, den Erzherzogshut aus dem Stift Klosterneuburg nach Frankfurt zu bringen, ließ der Kaiser diese Kopie für sich anfertigen.
Die Kopie sieht wesentlich anders aus als das 1616 entstandene Original. Sie weist im Gegensatz zum Original nur einen Bügel auf. Statt des Saphirs unter dem Kreuz befindet sich ein kleiner goldener Reichsapfel. Möglicherweise war der Entwerfer vom Porträt Rudolfs des Stifters mit seiner Erzherzogskrone beeinflusst. Nach der Krönung fand die Kopie keinen weiteren Gebrauch mehr und die Steine und Perlen wurden entfernt. Erhalten blieb die Karkasse, der Metallrahmen, welche in der Schatzkammer der Wiener Hofburg aufbewahrt wird.

## Der Erzherzogshut als Wappenhelm
Das Wappen von Oberösterreich zeigt an Stelle des Helmes über dem Wappenschild den österreichischen Erzherzogshut. Das Land Niederösterreich hatte den Erzherzogshut auf seinem Wappen bis 1918, seitdem trägt das Wappen Niederösterreichs eine das Bürgertum symbolisierende Mauerkrone, wie sie (in kleinerer Form) auch der österreichische Bundesadler trägt. Das Salzburger Wappen trägt einen Fürstenhut, der dem Erzherzogshut ähnlich sieht.

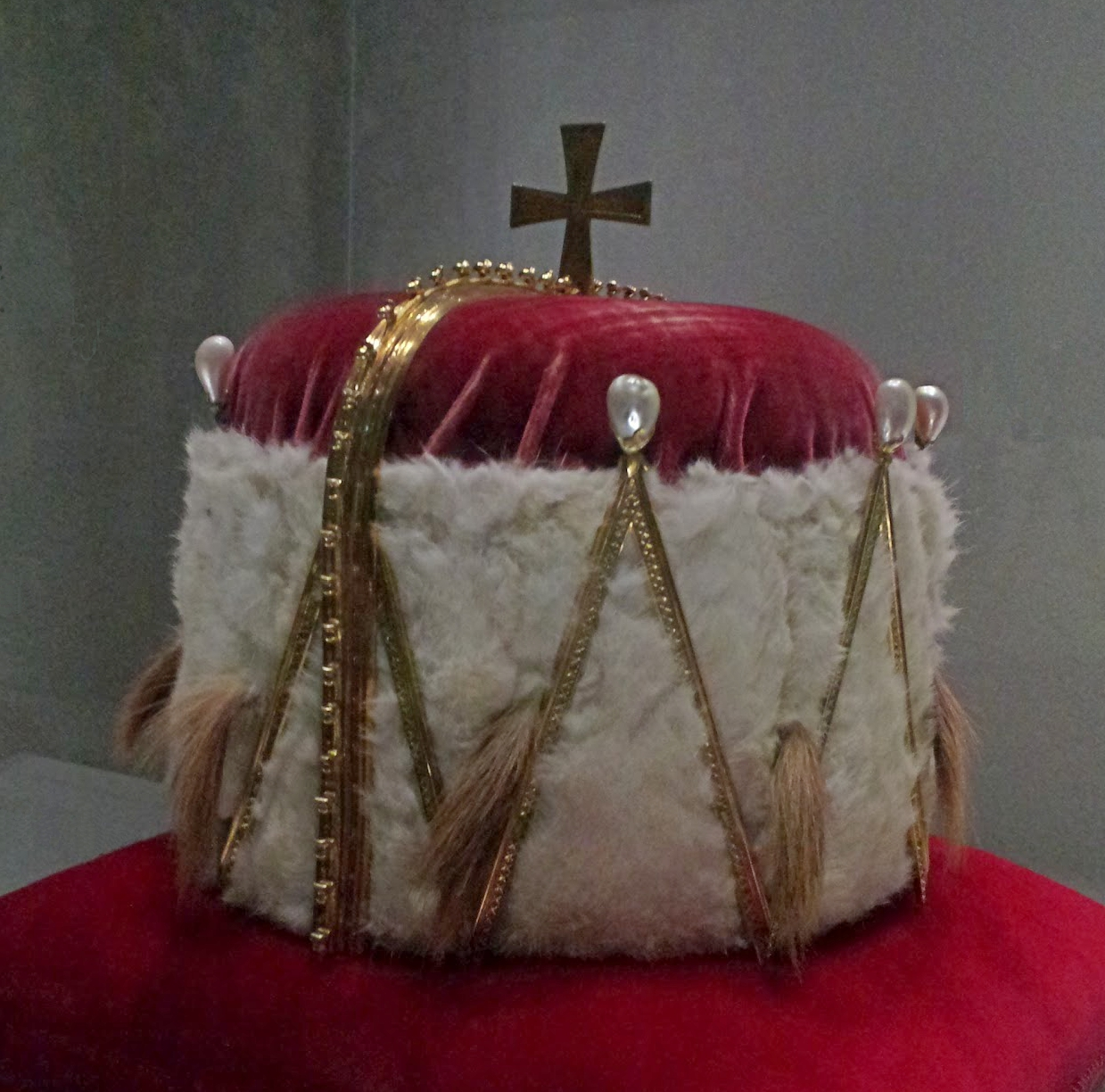
Herzogshut der Steiermark, um 1400, Graz, Palais Herberstein

## Herzogshut der Steiermark
Die Steiermark blieb unter habsburgischer Herrschaft Herzogtum. Eine Rangerhöhung zum Erzherzogtum fand hier – wie in Kärnten, Krain und anderen Herzogtümern der Habsburger – nicht statt.
Der Herzogshut der Steiermark (Höhe: 20,5 cm, Durchmesser: 20 cm) stammt aus dem frühen 15. Jahrhundert und ist ein Zackenreif aus vergoldetem Silber, versehen mit einem krabbenbesetzten Bügel und einem Kreuz. Im Jahr 1766 wurden Perlen an Emailfassungen angefügt und der Hut wurde umgearbeitet. Von Maria Theresia in die Wiener Schatzkammer übergeführt, wurde er 1790 nach Bitten der steirischen Stände in die Steiermark rückgeführt. Er wird heute im Palais Herberstein in Graz aufbewahrt.
Er krönt auch das steirische Landeswappen.

Persönliches Wappen von Erzherzog Karl, dem späteren Kaiser Karl V.
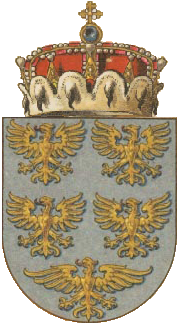
Das Wappen von Niederösterreich mit Erzherzogshut (bis 1918)
Das Wappen von Oberösterreich mit Erzherzogshut
Das Wappen der Steiermark mit Herzogshut